# Шлёнски
«Шлёнски» (пол. Stadion Śląski) — спортивный стадион, расположенный между Хожувом и Катовице, Силезское воеводство, Польша. Был открыт 22 июля 1956 и вмещал 120 000 зрителей на футбольных матчах, чемпионатах мира по спидвею и концертах.
Решение построить стадион было принято в 1950 году. Архитектор — Юлиан Бжуховский. Строительство было закончено в 1956 году, и 22 июля был сыгран первый матч — товарищеская игра между сборными Польши и ГДР, завершившаяся победой немцев со счётом 0:2. В 1959 году было установлено электрическое освещение.
Первоначально стадион был рассчитан на 87 000 человек, но часто оказывался переполнен, и число зрителей достигало 90 000—100 000. 18 сентября 1963 года было зафиксировано рекордное число зрителей (120 000) во время матча Кубка чемпионов УЕФА между футбольными клубами «Гурник» (Забже) и венской «Аустрией». Впоследствии по соображениям безопасности было принято решение о сокращении числа мест.
В 1993 году стадион стал официальным домашним стадионом польской сборной. В 1990-х на стадионе оставили только сидячие места, уменьшив вместимость до 47 246 человек. В настоящее время есть планы расширить его до 60 000 и построить крышу над трибунами.